# باسكال إنجل
باسكال إنجل (بالفرنسية: Pascal Engel)‏ هو فيلسوف فرنسي، ولد في 17 يناير 1954 في آكس أون بروفانس في فرنسا.